# Cliff Sterrett
Cliff Sterrett, né le 12 décembre 1883 à Fergus Falls dans l'État du Minnesota et mort le 28 décembre 1964 à New York, est un auteur de bande dessinée américain principalement connu pour avoir créé en 1912 le comic strip Polly and Her Pals.

## Biographie
Né à Fergus Falls le 12 décembre 1883 Cliff Sterrett part pour New York à l'âge de 18 ans pour suivre des cours dans une école d'arts. Entre 1903 et 1908, il dessine des illustrations et des caricatures pour un quotidien, le New York Herald. En 1908, il commence à travailler pour le New York Times. En 1911, il travaille au New York Evening Telegram où il propose des comic strips, d'abord Ventriloquial Vag puis When a Man's Married, Before And After et For This We Have Daughters. En 1912, Cliff Sterett est engagé par William R. Hearst pour qu'il crée un strip quotidien publié dans le New York Journal. Sterrett propose la série Polly and Her Pals, à l'origine intitulé Positive Polly. Le succès est au rendez-vous, ce qui vaut à la série les honneurs de la page dominicale et sa publication en version couleur dans la revue New York American. Pour compléter la planche du dimanche, Sterrett crée 3 strips : Sweethearts and Wives qui devient, par la suite Belles and Wedding Bells, And So They Were Never Married et Damon and Pythias renommé ensuite Dot and Dash.
En 1935, Sterrett abandonne le strip quotidien et le confie à Paul Fung et Vernon Greene ; il continue à produire la page du dimanche et cela jusqu'à ce qu'il prenne sa retraite en 1958. Il meurt en 1964.

## Analyse de l'œuvre
À partir des années 1920, l'art de Sterrett évolue avec l'influence du cubisme, du surréalisme et de l'expressionnisme.

## Publication en français
Cliff Sterrett (trad. de l'anglais), Polly and Her Pals : 1929-1930, Angoulême, Éditions de l'An 2, 2005, 120 p. (ISBN 2-84856-032-0)

## Récompenses
- 1950 : Té d'argent de la National Cartoonists Society